# 利纳克
利纳克（法語：Linac，法語發音：[linak]）是法国洛特省的一个市镇，属于菲雅克区。

## 地理
利纳克（44°39'56"N, 2°6'52"E）面积12.3 平方千米，位于法国奧克西塔尼大區洛特省，该省份为法国西南部内陆省份，北起顺时针与科雷兹省、康塔爾省、阿韦龙省、塔恩-加龙省、洛特-加龍省和多尔多涅省接壤。
与利纳克接壤的市镇（或旧市镇、城区）包括：莫尔斯、塞莱河畔巴尼亚克、普朗代涅、圣西尔格、圣让米拉贝勒、维亚扎克。

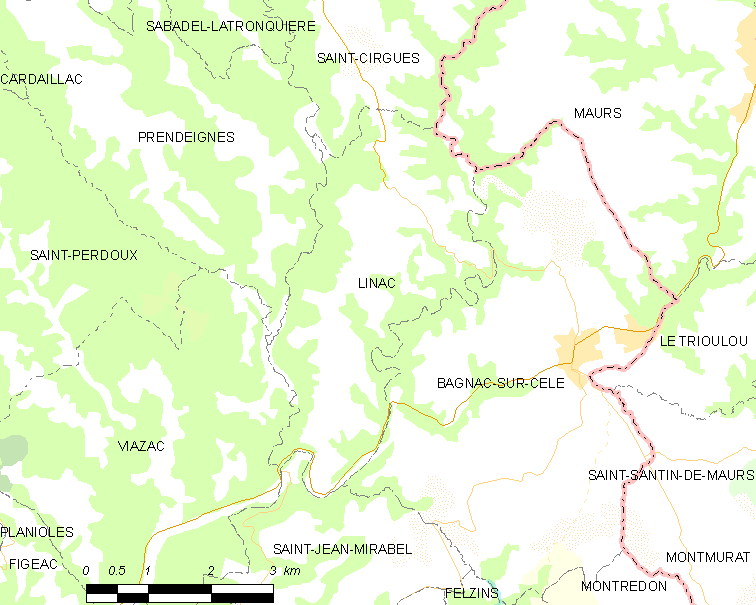
利纳克的OSM定位图

利纳克的时区为UTC+01:00、UTC+02:00（夏令时）。

## 行政
利纳克的邮政编码为46270，INSEE市镇编码为46174。

## 政治
利纳克所属的省级选区为菲雅克第二县。

## 人口

1962-2008年间利纳克人口变化图示

利纳克于2022年1月1日时的人口数量为235人。